# Mastophora apalachicola
Mastophora apalachicola is een spinnensoort in de taxonomische indeling van de wielwebspinnen (Araneidae).
Het dier behoort tot het geslacht Mastophora. De wetenschappelijke naam van de soort werd voor het eerst geldig gepubliceerd in 2003 door Herbert Walter Levi.